# Distretto di Zell am See
Il distretto di Zell am See (o Pinzgau) è un distretto amministrativo dello stato Salisburghese, in Austria.

## Geografia antropica
Il distretto si suddivide in 28 comuni, di cui 2 con status di città e 5 con diritto di mercato.

### Città
1. Saalfelden (15.093)
2. Zell am See (9.638)

### Comuni mercato
1. Lofer (1.943)
2. Mittersill (5.930)
3. Neukirchen am Großvenediger (2.616)
4. Rauris (3.107)
5. Taxenbach (2.918)

### Comuni
1. Bramberg am Wildkogel (3.895)
2. Bruck an der Großglocknerstraße (4.430)
3. Dienten am Hochkönig (800)
4. Fusch an der Großglocknerstraße (754)
5. Hollersbach im Pinzgau (1.159)
6. Kaprun (2.903)
7. Krimml (886)
8. Lend (1.604)
9. Leogang (3.035)
10. Maishofen (3.026)
11. Maria Alm am Steinernen Meer (2.143)
12. Niedernsill (2.413)
13. Piesendorf (3.481)
14. Saalbach-Hinterglemm (3.020)
15. St. Martin bei Lofer (1.151)
16. Stuhlfelden (1.539)
17. Unken (1.956)
18. Uttendorf (2.813)
19. Viehhofen (635)
20. Wald im Pinzgau (1.176)
21. Weißbach bei Lofer (406)

(Popolazione al 15 maggio 2001)